# Ferdynand Antoni Ossendowski
Ferdynand Antoni Ossendowski (Ludza, 1876. május 27. – Grodzisk Mazowiecki, 1945. január 3.) lengyel utazó és író.

## Életútja
Szentpétervárott tanult természettudományokat, azután a tomszki műegyetem tanára lett, később a varsói katonai akadémia tanára. Oroszországban a szibériai kőszén- és aranybányák kitűnő ismerőjének tartották. Az első világháború kitörése előtt nagy tudományos utazásokat tett Keleten. 1905-ben belekeveredett a forradalmi mozgalmakba, politikai nézetei miatt kétszer bebörtönözték, halálra is ítélték, de azután Szibériába száműzték. Fogságát könyvben írta meg, ami óriási feltűnést keltett és az orosz börtönrendszer reformját eredményezte. A bolsevizmus alatt Kolcsak pénzügyi tanácsadója lett, ennek bukása után pedig álruhában Mongóliába menekült. Később Lengyelországban élt. Számos tudományos munkája jelent meg, elnöke volt a lengyel földrajzi társaságnak.
Utazásai alapján tudományos színezetű, de lényegében szépirodalmi művek egész sorában igyekezett a keleti lelket olvasóihoz közelebb hozni. Kalandjait Beast, men and gods (1923) c. munkájában tárgyalja. Nevét is ez az útleírása tette ismertté, amellyel kapcsolatban Sven Hedin és mások plágiummal vádolták.
Műveit számos nyelvre lefordították. Magyarul megjelent: Állatok, emberek, istenek (ford. Sajó Aladár, 1924); Ázsiai titkok, ázsiai emberek (ford. Sajó Aladár, 1925); Véres napok, cári rabok, A sötét Kelet árnyéka, A sivatag népei, A Szahara lelke, Kínai rejtelmek, Japáni novellák, A kínai fal mögött, Lenin, A nap rabszolgái, Csimpánzkisasszony.